# Automobil-Museum Dortmund
Das Automobil-Museum Dortmund war ein Museum für Oldtimer in Nordrhein-Westfalen.

## Geschichte
Adolf Edler von Graeve sammelte schon längere Zeit alte Autos. Am 1. Mai 1999 eröffnete er sein Automuseum im Dortmunder Stadtteil Wellinghofen. Seine Tochter Barbara leitet es. Zum Museum gehört ein Restaurant im selben Gebäude. Zum 10-jährigen Jubiläum 2009 gab es einen Tag der offenen Tür.
Anfangs war es an sechs bis sieben Tagen pro Woche geöffnet, seit 2020 nur am Wochenende und während der Corona-Pandemie nur noch nach Vereinbarung.
Seit dem 31. Dezember 2022 ist das Museum aus Brandschutzgründen geschlossen.

## Ausstellungsgegenstände
Die meisten Autos gehören der Familie von Graeve, andere sind Leihgaben. Ausgestellt sind etwa 50 Autos, 15 Motorräder sowie Traktoren. Der Schwerpunkt liegt auf Autos von Jaguar und Mercedes-Benz.
Die Ausstellung unterliegt Veränderungen. Für 2004 sind die folgenden Modelle überliefert: Dino 246 GT, Ferrari 365 GT 2+2 und 400, Jaguar E-Type, Mark I aus dem Vorbesitz von Heinz Rühmann, Mark 2, XK 140, XK 150 und D-Type (Nachbau), Mercedes-Benz 190 SL, 220 SE, 230 SL, 300 SL und Nürburg von 1934.
Eine neuere Quelle nennt zusätzlich Autos der Marken Alfa Romeo, Horch, MG und Volkswagen.

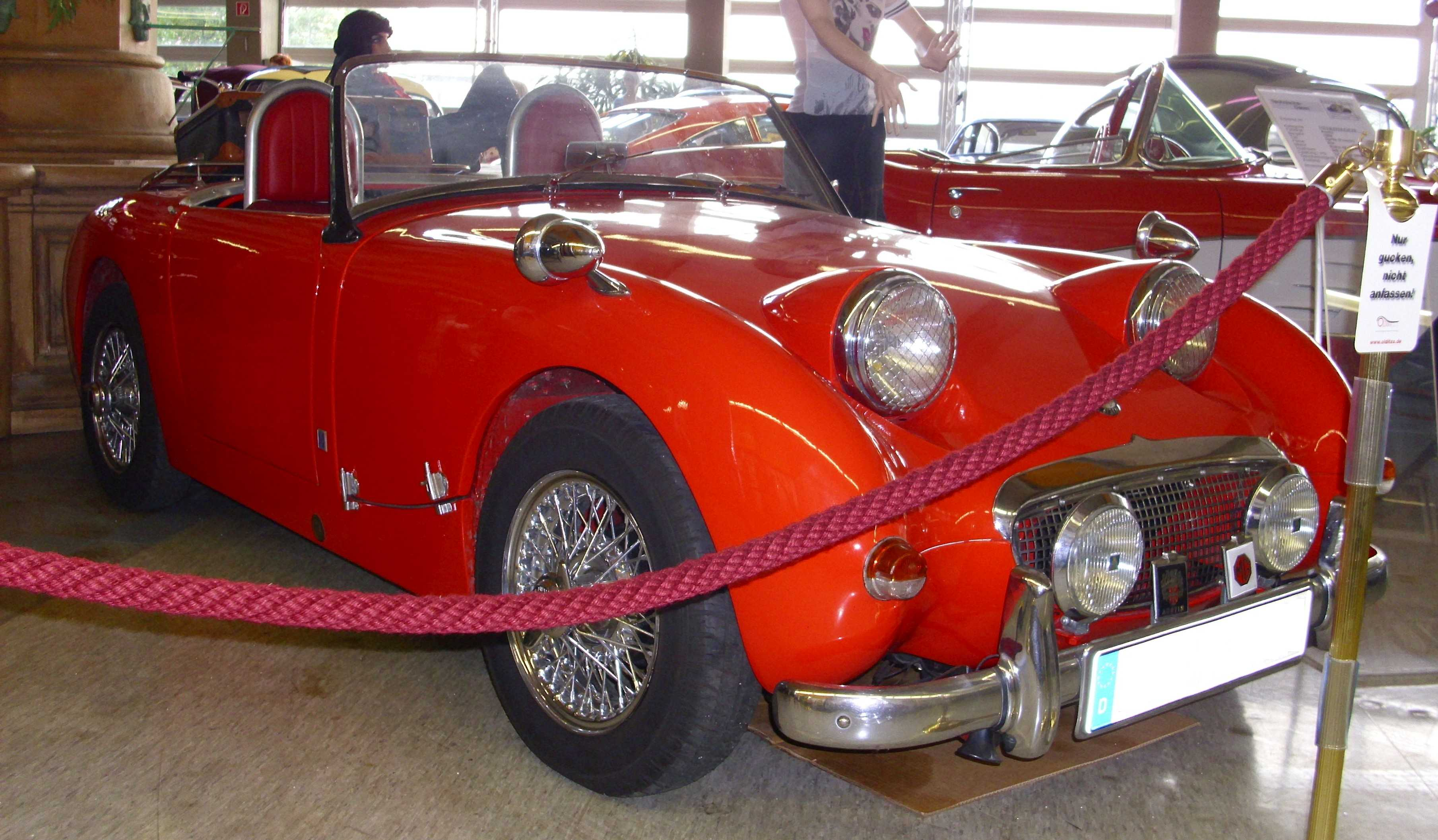
Austin-Healey Sprite von 1958
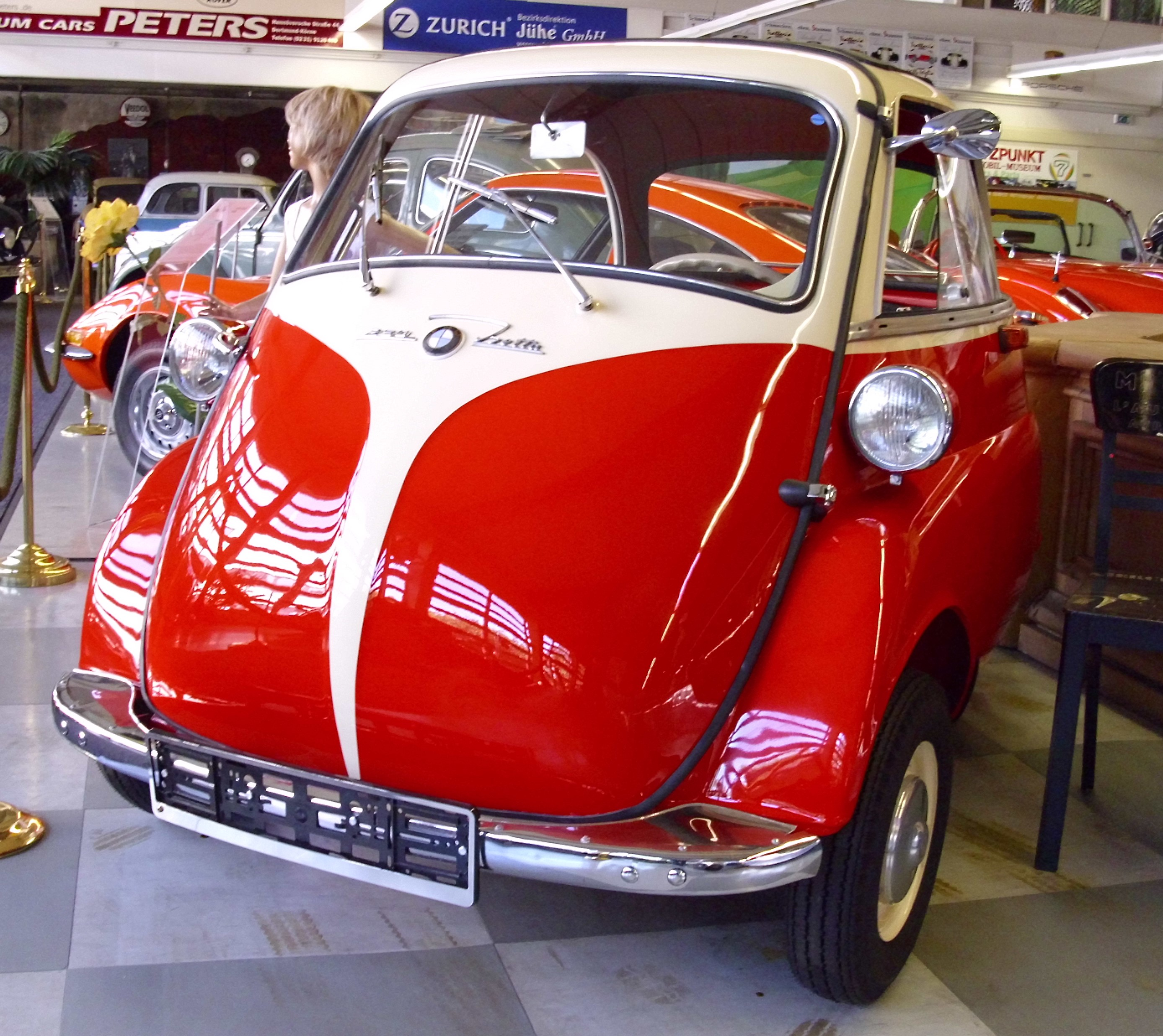
BMW Isetta
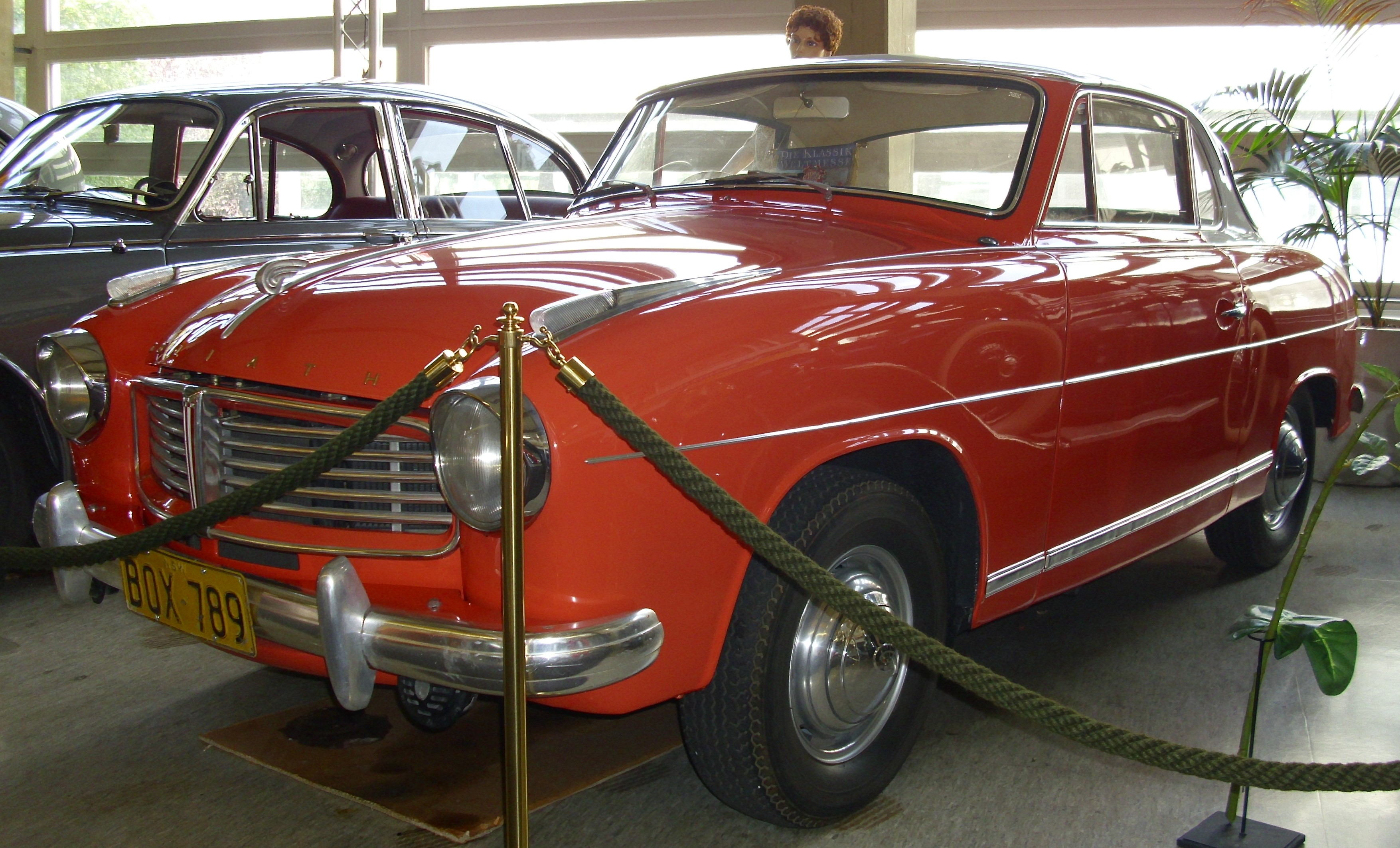
Goliath GP 1100 von 1957
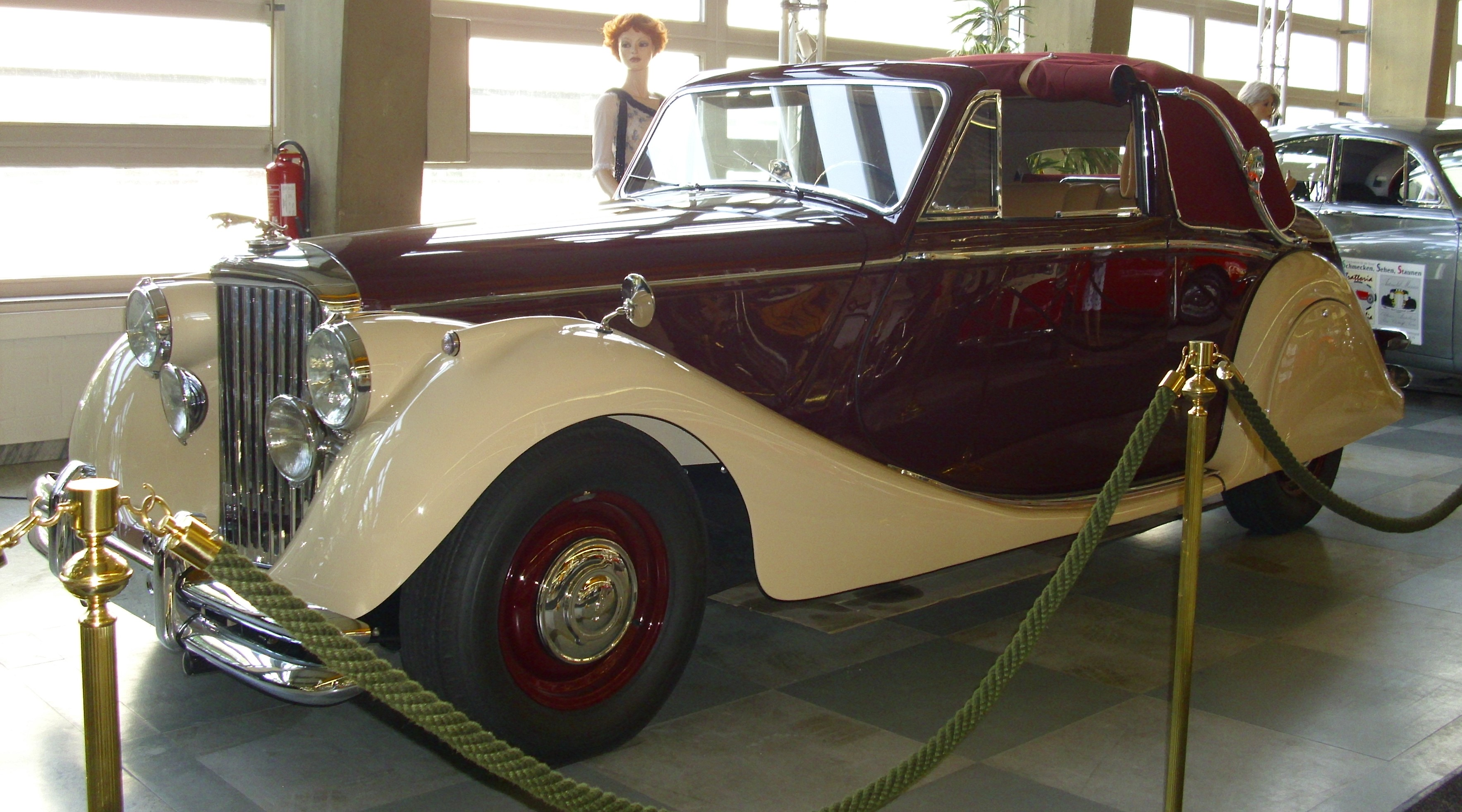
Jaguar Mark V von 1950
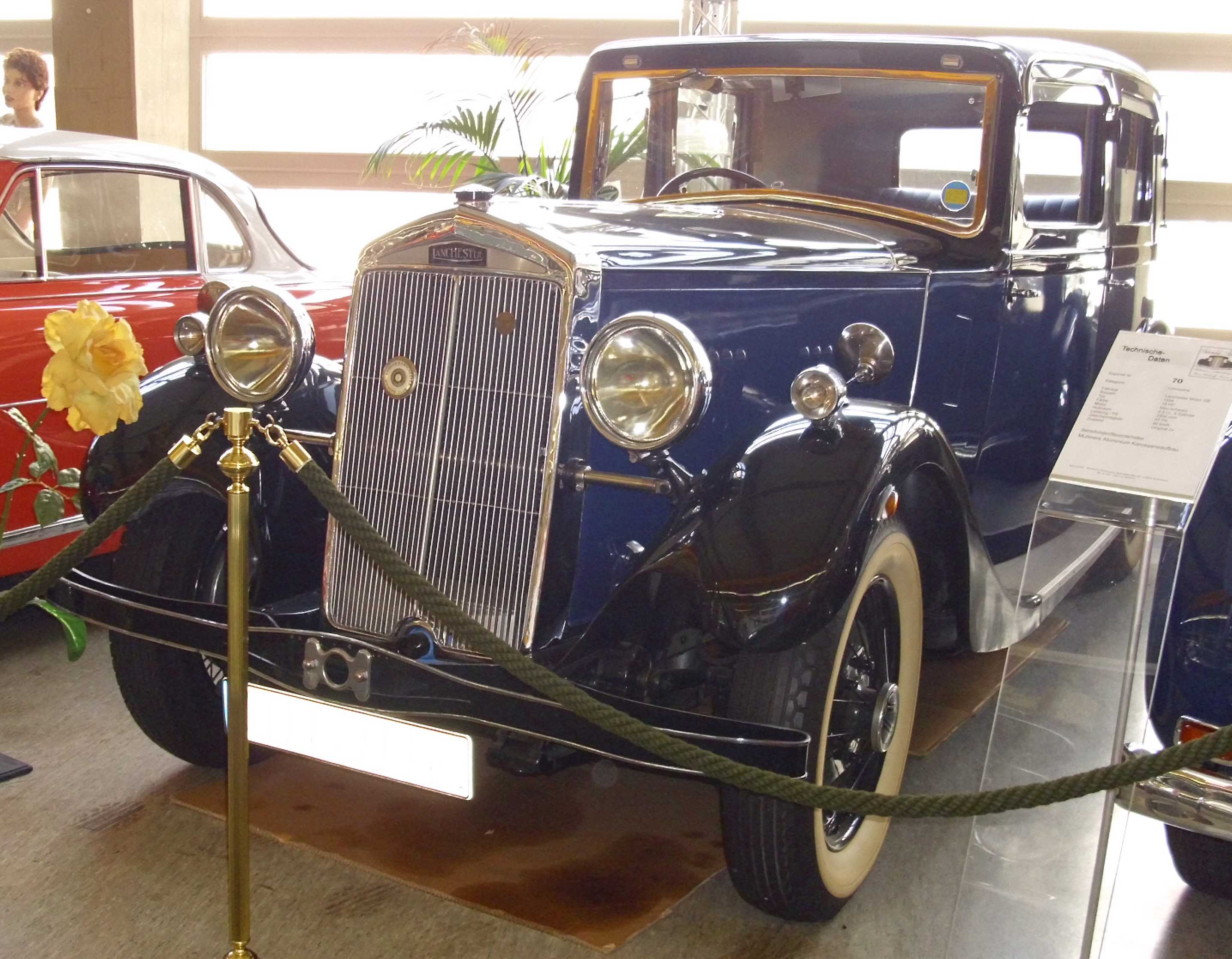
Lanchester 18 HP von 1934
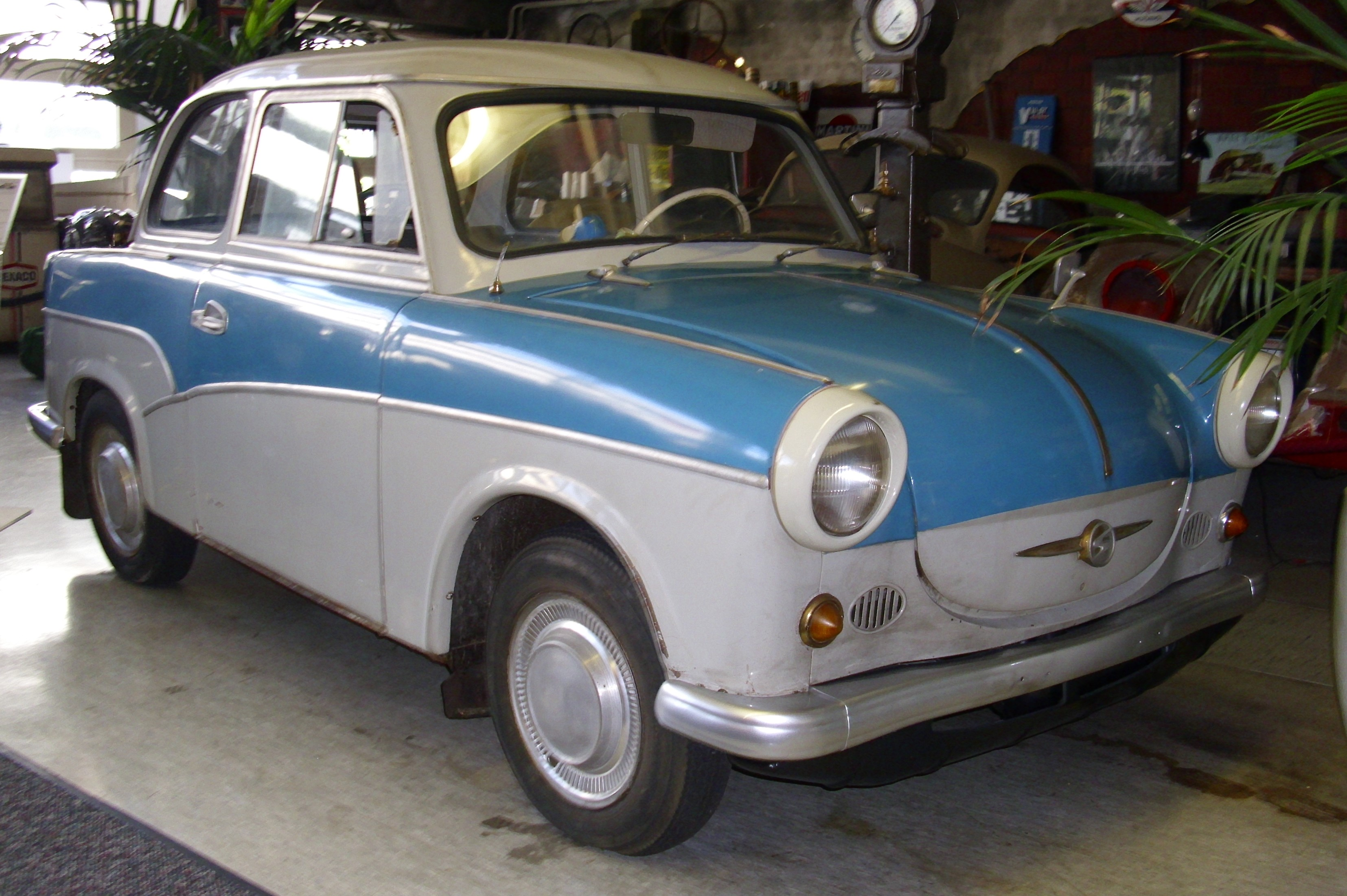
Trabant P 50 von 1958